# كارميلو سواريز كابريرا
كارميلو سواريز كابريرا (بالإسبانية: Carmelo Suárez )‏ (و. 1949  م) هو مهندس معماري، وسياسي إسباني، ولد في لاس بالماس دي غران كناريا، هو عضوٌ في الحزب الشيوعي الإسباني.